# 沈曽植

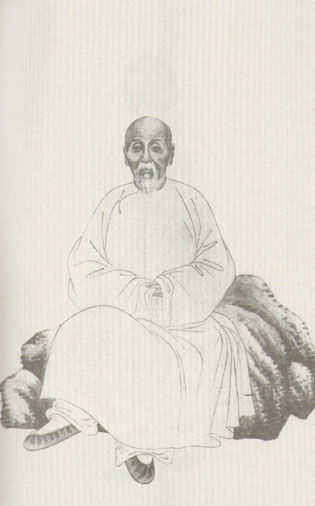
沈曽植（『清代学者象伝』）

沈 曽植（しん そうしょく、1850年 - 1922年11月20日）は、清末民初の官僚・歴史家。字は子培、号は巽斎または乙盦、晩年は寐叟と号した。浙江省嘉興府嘉興県の出身。
1880年、進士となり、刑部主事、員外郎、郎中を歴任した。1895年、康有為や梁啓超とともに強学会を設立し、変法運動を推進した。1898年、母の死で離職し、湖広総督張之洞の招きで武昌の両湖書院で史学を講義した。1900年、義和団の乱が発生すると両広総督李鴻章・両江総督劉坤一・湖広総督張之洞が東南互保を結ぶのに奔走した。その後盛宣懐の招きで上海南洋公学（現在の上海交通大学）監督となり、江西省広信府知府、安徽提学使、安徽布政使を歴任した。1910年に引退。辛亥革命後は上海に隠棲し、邸宅を海日楼と称した。1917年、張勲復辟に参加し学部尚書に任命された。
儒学・遼金元史・法律学・音韻学・地理学・仏教学に精通し、能書家としても知られていた。

## 著作
- 『元秘史箋註』
- 『蒙古源流箋證』
- 『辛丑箚叢』
- 『研図注篆之居随筆』
- 『全拙庵温故録』
- 『寐叟題跋』
- 『護徳瓶斎渉筆録』
- 『漢律輯補』
- 『晋書刑法志補』
- 『海日楼文集』
- 『海日楼箚叢』
- 『海日楼題跋』
- 『海日楼詩集』
- 『菌閣瑣談』
- 『病僧行』
- 『秋斎雑詩八首』
- 『鬻医篇』